# Gornja Velika (Preseka)
 Gornja Velika  falu Horvátországban Zágráb megyében. Közigazgatásilag Presekához tartozik.

## Fekvése
Zágrábtól 40 km-re, községközpontjától 4 km-re északkeletre a megye északkeleti határán fekszik.

## Története
A falunak 1890-ben 142, 1910-ben 377 lakosa volt. Trianonig Belovár-Kőrös vármegye Kőrösi járásához tartozott. 2001-ben 82 lakosa volt.

## Lakosság
| Lakosság változása | Lakosság változása | Lakosság változása | Lakosság változása | Lakosság változása | Lakosság változása | Lakosság változása | Lakosság változása | Lakosság változása | Lakosság változása | Lakosság változása | Lakosság változása | Lakosság változása | Lakosság változása | Lakosság változása |
| ------------------ | ------------------ | ------------------ | ------------------ | ------------------ | ------------------ | ------------------ | ------------------ | ------------------ | ------------------ | ------------------ | ------------------ | ------------------ | ------------------ | ------------------ |
| 1857               | 1869               | 1880               | 1890               | 1900               | 1910               | 1921               | 1931               | 1948               | 1953               | 1961               | 1971               | 1981               | 1991               | 2001               |
| 0                  | 0                  | 0                  | 142                | 315                | 377                | 364                | 412                | 207                | 201                | 200                | 149                | 127                | 100                | 82                 |